# Il gioco dei quattro cantoni
Il gioco dei quattro cantoni è una raccolta di racconti per ragazzi, scritta da Gianni Rodari. Il libro, consegnato all'Editore Einaudi pochi giorni prima di morire, uscì postumo nel 1980.

## Tema
I racconti seguono il celeberrimo processo creativo di Rodari: il nome di una città gli suggerisce una rima, questa poi gli ispira una situazione paradossale, che viene a sua volta sviluppata in una storia che la porta alle sue estreme conseguenze.

## I racconti

### Le mucche di Vipiteno
Una mucca di Vipiteno aveva mangiato l'arcobaleno. Dopo di ciò, si mette a produrre latte variopinto; anche altre mucche si mettono a mangiare arcobaleni, che risputano dopo averli ruminati, nella meraviglia di turisti e abitanti della zona.

### Un amore a Verona
Un giovanotto di Verona voleva sposare una gallina faraona, allevata dal decaduto conte Adalgiso di Stallavena, dinanzi alla cui casa passava ogni giorno per andare al lavoro. Il conte dapprima rifiuta per la differenza di ceto tra il giovane, di nome Romano, e la gallina (che considera "nobile" come il suo padrone), ma poi acconsente alle nozze. Al banchetto, la sposa-gallina depone prima un uovo in cima alla torta nuziale, poi una cacchina nel piatto dello sposo.

### Una vita per l'etologia
Il professor Bergman, docente di etologia dell'Università di Uppsala, racconta a un giornalista di essere impegnato nello studio del comportamento del campanile di Giotto come se fosse un essere vivente. La moglie, a sua volta, studia per l'Università di Göteborg il comportamento degli etologi che studiano il comportamento dei campanili.

### Le notti di Spilamberto
Per paura dei ladri e per sorvegliare la moglie sonnambula e i figli nottambuli, un signore di Spilamberto dormiva con un occhio chiuso e l'altro aperto. Col tempo, però, l'occhio chiuso prende il sopravvento su quello aperto, facendo sognare al suo possessore le stesse esatte cose che vede l'occhio aperto; il signor Ottavio, prendendo la realtà per un sogno, non riesce più a cogliere i ladri sul fatto, a fermare la moglie prima che si metta in pericolo e a far tornare a casa prima i figli.

### Le scarpe del conte Giulio
La signora rodigina Giuditta mette le scarpe nel frigorifero per dare sollievo ai piedi di suo marito Giulio, un cameriere detto "il conte Giulio" per i suoi modi eleganti. Con alcune sue amiche artigiane inventa scarpe autorefrigeranti, che hanno molto successo.

### Le spiagge di Comacchio
Un commerciante di bandierine, mentre è in spiaggia al Lido degli Estensi, viene disturbato dalle onnipresenti radioline; scopre allora di essere in grado di controllarle telepaticamente, facendo sì che trasmettano inviti a cambiare musica oppure veri e propri insulti ai loro proprietari. Vede poi un venditore ambulante arabo che cerca senza successo di far comprare ai turisti un tappeto, spacciato per volante. Quando i due venditori restano soli sulla spiaggia, l'arabo si siede sul tappeto e parte in volo.

### Il gioco dei quattro cantoni
La maestra in pensione Santoni vive in una villetta con giardino nel quale si trovano un pino, una magnolia, un tiglio e un cedro del Libano. Un giorno, la Santoni scopre che gli alberi si sono mossi e scambiati di posto. Si accorge poi anche di altre bizzarrie, come fiori che spuntano dalle rocce, mentre le sue unghie assumono l'aspetto e la consistenza dei minerali, come se non solo le piante del suo giardino, ma anche i regni della natura stessero giocando ai "quattro cantoni".

### L'affare del secolo
Un etruscologo dilettante, di professione segretario comunale in un paese della Tuscia viterbese, è contattato da un tombarolo soprannominato Moscardino perché sia testimone di ciò che quest'ultimo ritiene essere la sua grande scoperta: una tomba in cui le figure scolpite sui sarcofaghi hanno le fattezze di celebrità contemporanee. Quando poi vede un sosia etrusco di Fanfani, il segretario scappa fuori dalla tomba disgustato.

### Gente in treno
Il narratore incontra in treno uno strano individuo che gli racconta le strane collezioni dei suoi famigliari. Egli non è da meno, poiché collezione fischietti di capistazione.

### Codice di avviamento fantastico
Dopo aver ricevuto il libretto contenente i codici di avviamento postale delle località italiane, un uomo scrive una lettera al ministro delle poste e telecomunicazioni, raccontando le associazioni d'idee che gli suggeriscono e allegando alcune filastrocche che ha composto.

### Ciabattone e Fornaretto
Un ladruncolo romano soprannominato Ciabattone per fare il colpo della vita ruba la cupola di San Pietro, che tuttavia si rivela un peso eccessivo per le spalle non più giovani. Mentre vaga per la Campagna Romana con la refurtiva sulla schiena incontra incontra un giovane fornaio soprannominato Fornaretto, al quale fa dono del Cupolone. Il Fornaretto lo rimette a posto prima dell'alba, senza che la cittadinanza e il papa si siano accorti di nulla.

### Un giocattolo per Natale
Un signore, alla tardiva ricerca di regali di Natale per figli e nipoti, s'imbatte in un ometto che gli vende un telecomando che permette di teletrasportarsi nel tempo e nello spazio. Quando però vede che l'utilizzatore, oltre a teletrasportare sé stesso, può fare sparire anche le altre persone, è dubbioso sul fatto di lasciarlo usare ai ragazzini. Col telecomando fa sparire l'ometto con i suoi vari aggeggi e decide di comprare invece  giocattoli normali.

### La sposa sirena
In missione su un pianeta interamente ricoperto dalle acque, l'astronauta Leo Baran scopre che gli abitanti hanno l'aspetto e le caratteristiche delle sirene. S'innamora di una di esse, di nome Noa, e la sposa; la coppia va poi a vivere sulla Terra. Noa si sottopone a un'operazione che le permetta di respirare anche nell'aria, mentre Leo ne fa una analoga per respirare anche sott'acqua.

### Cielo e terra
San Pietro ha l'idea di far redigere agli angeli un giornale per far sapere ai beati come vanno le cose sulla Terra. Tuttavia, la scelta delle notizie da pubblicare provoca presto del malcontento tra gli stessi destinatari del giornale.

### La canzone del cancello
Un bambino, mentre torna a casa da scuola, percuote le sbarre di una cancellata con un righello per ottenere suoni, come se stesse suonando uno xilofono, provocando quindi le lamentale degli adulti che non comprendono le sue aspirazioni musicali. Una volta cresciuto e diventato impiegato di banca, nota un altro bambino che si sta comportando come faceva lui da piccolo, ma non è più in grado d'intendere le melodie che questi ha composto.

### La parola Torino
L'autore, in procinto di recarsi a Torino per incontrare un gruppo di ragazzi, compone giochi di parole sul nome della città.

### La serenata di Pacchetto
I due ladri Motta e Pacchetto si recano a Venezia per derubare la contessa Castigliona della sua collana di diamanti. Per distrarre la contessa, Pacchetto dovrà cantarle una serenata accompagnandosi con la chitarra, mentre Motti ripulirà l'appartamento travestito da cameriera. Tuttavia Pacchetto, per tentare di salvare un gattino, finisce in acqua ed è ripescato dal brigadiere De Dominicis, che alla stazione ferroviaria cattura anche Motta. Quest'ultimo perdona comunque Pacchetto per la finalità del suo gesto.

### La partita
Motta e Pacchetto si mettono a stampare biglietti falsi per le partite in trasferta dell'Inter, rivendendoli a prezzi maggiorati, per la gioia di Pacchetto che così può seguire da vicino la sua squadra del cuore.  L'ondata di biglietti falsi mette in allarme le forze dell'ordine, così il brigadiere De Dominicis è inviato a Napoli, successiva trasferta dell'Internazionale. Allo stadio egli nota Pacchetto a causa del suo tifo sfrenato e, perquisendolo, trova i biglietti falsi. Motta è rintracciato in albergo e arrestato.

### L'agente X.99
Un lavoratore spaziale in pensione, già guardiano del radiofaro dell'asteroide X.99 (e perciò chiamato "Agente X.99") racconta a un giornalista le avventure che visse nella sua vita lavorativa, sempre accompagnato dalla fida capretta Renata: di come insegnò a produrre il fuoco alle scimmie del pianeta Miro, del linguaggio usato dagli alberi del pianeta Parco, degli inesistenti Ragni del Cosmo, di come fu salvato dall'assideramento dalle api del pianeta Kama, dei ricattatori del pianeta Noot (ridotti a più miti consigli dall'apparizione di Renata, identica al loro dio della giustizia) e dei "ricordini" accumulati ossessivamente dagli abitanti del pianeta Osiride.

## Edizioni
- Il gioco dei quattro cantoni, collana Gli struzzi, n. 223 (ragazzi n. 11), Torino, Einaudi, 1980.
- Il gioco dei quattro cantoni, collana Libri per ragazzi, disegni di Bruno Munari, n. 69, Torino, Einaudi, 7 ottobre 1981.  Collana La biblioteca di Gianni Rodari n. 27, San Dorligo della Valle (TS), Einaudi Ragazzi, 2011, ISBN 978-88-792-6953-7.
- Il gioco dei quattro cantoni, in I cinque libri, collana I millenni, disegni di Bruno Munari, con una nota di Pino Boero, Torino, Einaudi, 1993.
- Il gioco dei quattro cantoni, in I cinque libri, collana Einaudi Tascabili. Letteratura, disegni di Bruno Munari, con una nota di Pino Boero, n. 316, Torino, Einaudi, 1995.
- Il gioco dei quattro cantoni, illustrazioni di Francesco Altan, a cura di Orietta Fatucci, Collana Storie e rime, San Dorligo della Valle (TS), Einaudi Ragazzi, 1997, ISBN 978-88-792-6189-0.
- Il gioco dei quattro cantoni, collana 100 storie Gianni Rodari, Edikids, 2020, ISBN 978-88-551-4116-1.